# Basilica di San Maurizio (Pinerolo)
La basilica di San Maurizio sorge a Pinerolo, già ricordata in documenti del 1078, venne ricostruita nel 1470 e restaurata nel 1897: ha un campanile tardo romanico del 1336 e conserva affreschi del XV secolo, una Ascensione di Gesù Cristo, l'opera di maggior impegno del pittore ticinese Giuseppe Antonio Petrini di Carona di poco anteriore al 1743, e una Natività della Vergine di Beaumont.
Nella chiesa, allora non ancora basilica, pregò il futuro papa Pio XI, allora ancora ragazzo.
Il 27 giugno 2002 è stata elevata alla dignità di basilica minore.

## Il campanile e le Campane
Il Campanile Romanico risale al 1300, alto più di 40 metri, è il simbolo di Pinerolo, ospita un concerto di 4 campane in Mib3
-Il Campanone, fuso nel 1780 da Bianco di Torino 
-La seconda, fusa nel 1850 da un fonditore di Pinerolo
-La terza, fusa da Vallino di Bra nel 1826
-La quarta, fusa da Giuseppe Mazzola nel 1897